# Gmina zbiorowa Nord-Elm
Gmina zbiorowa Nord-Elm (niem. Samtgemeinde Nord-Elm) – gmina zbiorowa położona w niemieckim kraju związkowym Dolna Saksonia, w powiecie Helmstedt. Siedziba gminy zbiorowej znajduje się w miejscowości Süpplingen.

## Podział administracyjny
Do gminy zbiorowej Nord-Elm należy sześć gmin:
1. Frellstedt
2. Räbke
3. Süpplingen
4. Süpplingenburg
5. Warberg
6. Wolsdorf